# Luminary Micro
Luminary Micro — бесфабричная компания по производству микроконтроллеров. Располагалась в городе Остин (Техас, США). Основана в 2004 году, в 2009 году куплена компанией Texas Instruments. Сумма сделки не разглашается. На момент покупки в компании работало 65 человек.
Выпускала семейство 32-битных микроконтроллеров Stellaris. Они использовали ядро ARM Cortex-M3. Микроконтроллеры Stellaris получили применение в задачах цифрового управления движением и управления приводами в промышленной автоматизации, робототехнике, автоматизации зданий (управление вентиляцией, водоснабжением и др.), преобразователях мощности и энергии, игровом и медицинском оборудовании, POS-терминалах.
Компания продавала микроконтроллеры через свой сайт в интернете.